# فرودگاه قلات
فرودگاه قلات (ایکائو: OAQA) یک فرودگاه نظامی تحت کنترل تیپ اعزامی دریایی است که در ۲/۵ مایلی شمال غربی شهر قلات، استان زابل، افغانستان واقع شده است. این پایگاه هوایی منحصر اعضای وزارت دفاع این کشور بود. امنیت داخل و اطراف این فرودگاه توسط نیروهای امنیت ملی افغانستان تامین می‌شد. 
فرودگاه قلات در ارتفاع تقریبی ۵۳۸۳ فوت (۱۶۴۱ متر) از سطح متوسط دریا قرار دارد. این فرودگاه دارای یک باند شنی به ابعاد ۵۰۴۷ در ۹۸ فوت (۱۵۸۳×۳۰ متر) است. این فرودگاه قرار بود به یک فرودگاه داخلی منطقه‌ای تبدیل شود که پرواز را برای ساکنان استان زابل راحت‌تر کند. 